# Ficção científica japonesa
A ficção científica no Japão é um importante sub-gênero da literatura japonesa moderna, que influenciou fortemente os aspectos da cultura pop japonesa contemporânea, incluindo os animes, os mangás, os videogames, os tokusatsu e o cinema.

### Artistas
- Studio Nue

### Prêmios
- Hayakawa Award
- Nihon SF Taisho Award
- Seiun Award